# Sawgrass
Sawgrass ist  ein census-designated place (CDP) im St. Johns County im US-Bundesstaat Florida. Das U.S. Census Bureau hat bei der Volkszählung 2020 eine Einwohnerzahl von 5.385 ermittelt. 

## Geographie
Sawgrass liegt auf einer Barriereinsel zwischen dem Intracoastal Waterway und dem Atlantik an der Ostküste Floridas. Der CDP liegt rund 30 km nördlich von St. Augustine sowie etwa 10 km südöstlich von Jacksonville und wird von der Florida State Road A1A tangiert.

## Demographische Daten
Laut der Volkszählung 2010 verteilten sich die damaligen 4880 Einwohner auf 3373 Haushalte. Die Bevölkerungsdichte lag bei 610 Einw./km². 96,1 % der Bevölkerung bezeichneten sich als Weiße, 0,5 % als Afroamerikaner, 0,2 % als Indianer und 1,4 % als Asian Americans. 0,3 % gaben die Angehörigkeit zu einer anderen Ethnie und 1,3 % zu mehreren Ethnien an. 2,6 % der Bevölkerung bestand aus Hispanics oder Latinos.
Im Jahr 2010 lebten in 16,9 % aller Haushalte Kinder unter 18 Jahren sowie 43,9 % aller Haushalte Personen mit mindestens 65 Jahren. 62,3 % der Haushalte waren Familienhaushalte (bestehend aus verheirateten Paaren mit oder ohne Nachkommen bzw. einem Elternteil mit Nachkomme). Die durchschnittliche Größe eines Haushalts lag bei 2,02 Personen und die durchschnittliche Familiengröße bei 2,52 Personen.
15,4 % der Bevölkerung waren jünger als 20 Jahre, 13,0 % waren 20 bis 39 Jahre alt, 30,3 % waren 40 bis 59 Jahre alt und 41,4 % waren mindestens 60 Jahre alt. Das mittlere Alter betrug 56 Jahre. 47,0 % der Bevölkerung waren männlich und 53,0 % weiblich.
Das durchschnittliche Jahreseinkommen lag bei 86.111 $, dabei lebten 5,3 % der Bevölkerung unter der Armutsgrenze.
Im Jahr 2000 war Englisch die Muttersprache von 96,62 % der Bevölkerung, Spanisch sprachen 1,86 % und 1,52 % hatten eine andere Muttersprache.